# Alfa del Forn
Alfa del Forn (α Fornacis) és l'estel més brillant de la constel·lació del Forn, amb magnitud aparent +3,80. És un estel relativament proper al Sistema Solar, ja que es troba a 46 anys llum.
Alfa del Forn és un estel binari les components del qual estan separades visualment 4 segons d'arc. La component principal, Alfa del Forn A, també anomenada Dalim, és una subgegant groga de tipus espectral F8IV i 6240 K de temperatura superficial.
Quatre vegades més lluminosa que el Sol, té una massa de 1,25 masses solars. L'estel secundari, Alfa del Forn B, és una nana groga de tipus espectral G7V menys lluminosa que el Sol, amb un 50 % de la lluminositat del mateix. Més freda que la seva companya, la seva temperatura és de 5500 K. És menys massiva que el Sol, amb una massa de només 0,75 masses solars. El sistema mostra una metal·licitat inferior a la solar ([Fe/H] = -0,21) i la seva edat s'estima en 3800 ± 700 milions d'anys.
Els dos estels completen una òrbita al voltant del centre de masses comú cada 269 anys. La separació mitjana entre ambdues és de 56 ua, en una òrbita excèntrica que les porta des d'una distància mínima de 15 ua a una distància màxima de 97 ua. L'any 1947 la separació entre els dos estels era mínima, mentre que la separació màxima tindrà lloc l'any 2082.
Les components de la velocitat espacial d'Alfa del Forn són (O, V, W) = (–35, +20, +30) km/s.
Fa aproximadament 350.000 anys, Fornacis va experimentar una trobada propera amb l'estel blanc de la seqüència principal HD 17848; s'estima que, en aquell moment, la separació mínima entre elles va ser de només 0,265 anys llum (0,081 parsecs).